# لا يصدق (فلم 2017)
لا يصدق (بالإنجليزية: Inconceivable) فيلم إثارة أمريكي لعام 2017، من إخراج جوناثان بيكر وتأليف كلوي كينج، ومن تمثيل جينا غيرشون وفاي دوناواي ونيكولاس كيج. صدر الفيلم في 30 يونيو 2017.

## طاقم التمثيل
جينا غيرشون: في دور أنجيلا
نيكولاس كيج: في دور بريان
نيكي ويلان: في دور كاتي
فاي دوناواي: في دور دونا
ناتالي إيفا ماري: في دور ليندا
جوناثان بيكر: في دور باري
إيلي بيتون ماكدونالد: في دور بيبي مادي

## ملخص أحداث الفيلم
تنتقل كاتي (نيكي ويلان)، الشابة الغامضة، وابنتها إلى مدينة جديدة للهروب من ماضيها، وسرعان ما تصادق أنجيلا مورغان (جينا غيرشون)، وهي أم لطفل تتوق إلى عائلة أكبر. عندما تصبح حياتهما متشابكة بشكل معقد، تدعو أنجيلا وزوجها بريان (نيكولاس كيج) كاتي للعيش في بيت الضيافة الخاص بهما لتكون مربية للأطفال، وبمرور الوقت، تتحول الصداقة المزدهرة بين المرأتين إلى هوس خطير حيث تصبح كاتي مرتبطة بشكل مفرط بابنة مورغان، ومع تحمل الأكاذيب والتلاعب، تدرك أنجيلا وبريان أن كاتي الجميلة تحاول في الواقع تدمير أسرتهما من الداخل.

## الإنتاج
تم كشف النقاب عن مشروع إنتاج فيلم «لا يصدق» خلال مهرجان صندانس السينمائي لعام 2014، حيث قالت ليندسي لوهان إنها ستنتج هذا الفيلم وتشارك فيه. قال المنتج والممول راندال إيميت خلال مؤتمر صحفي أعلن فيه عن المشروع أن الجماهير «ستصاب بالصدمة عندما يرون ليندسي تأخذ هذا الدور». أعرب لوهان، الذي كان يبحث أيضًا عن مخرج، عن اهتمامه بالعمل مع جيسيكا لانج وجولييت لويس، وفي مايو 2015، تم الإعلان عن أن الفيلم سيكون أول إخراج لجوناثان بيكر.
بدأ التصوير الرئيسي في 10 أكتوبر 2016 وكان من المفترض أن يستمر لمدة ثلاثة أسابيع ونصف ولكن تم تقصير المدة بعد ذلك إلى 15 يومًا.

## استقبال الفيلم
حصل الفيلم على تقدير، على موقع الطماطم الفاسدة، قيمته 31% بناء على آراء 13 ناقد سينمائي. كتب فرانك سكيك من هوليوود ريبورتر: «يريد كل من نيكولاس كيج وفاي دوناواي التخلي عن أفلامهما السينمائية، وفي هذه المرحلة يقول هذا الأمر شيئًا ما». كان نويل موراي من صحيفة لوس أنجلوس تايمز رافضًا أيضًا، حيث كتب: «المضحك في هذا الفيلم انه لا يمكن تصوره جدير بالملاحظة الا لمن بداخله - ومدى سوء خدمتهم من خلال النص والاتجاه. يحافظ المخرج جوناثان بيكر في أولى أعماله على الوتيرة البطيئة للغاية والنغمة الجادة للغاية، ويفشل أحيانًا في نقل المعلومات المرئية الأساسية حول ما يحدث».

## وصلات خارجية
- لا يصدق على موقع IMDb (الإنجليزية)
- لا يصدق على موقع ميتاكريتيك (الإنجليزية)
- لا يصدق على موقع روتن توميتوز (الإنجليزية)
- لا يصدق على موقع نتفليكس (الإنجليزية)
- لا يصدق على موقع قاعدة بيانات الأفلام العربية
- لا يصدق على موقع ألو سيني (الفرنسية)
- لا يصدق على موقع Turner Classic Movies (الإنجليزية)
- لا يصدق على موقع أول موفي (الإنجليزية)
- لا يصدق على موقع فيلمافينيتي (الإسبانية)
- لا يصدق على موقع قاعدة بيانات الفيلم (الإنجليزية)